# 버디 대디스
《버디 대디스》(Buddy Daddies)는 P.A.WORKS에서 애니메이션을 제작하고 애니플렉스와 니트로플러스에서 제작한 일본의 오리지널 애니메이션이다. 감독은 아사이 요시유키, 시리즈 구성은 Nitroplus의 시모쿠라 바이오, 카키하라 유코, 음악은 ROUND TABLE의 키타가와 카츠토시가 맡았다. 에나미 카츠미가 캐릭터 원안을 맡았고, 사코 소이치로가 애니메이션 캐릭터 디자인을 맡으면서 사토 사나에와 함께 총작화 감독을 맡았다. 2023년 1월 7일부터 4월 1일까지 TOKYO MX 및 기타 방송사에서 방영되었다.

## 줄거리
청부살인업자인 카즈키와 레이가 미리(4살)라는 여자아이를 맡아 키우게 된다. 청부살인은 어렵지 않게 해내는 이들이지만 경험이 없고 익숙하지 않은 육아에 애를 먹는다. 미리는 그들이 암살한 마피아의 보스의 딸이었다. 두 사람은 일을 하면서 아이도 돌봐야 하는 상황에 처한다.

## 등장인물
쿠루스 카즈키(来栖一騎)
성우 - 토요나가 토시유키
28살. 킬러. 커뮤니케이션 능력이 뛰어나고 여자와 도박을 좋아한다. 요리와 청소를 잘한다. 아이를 임신한 아내가 있었지만 직장 때문에 둘 다 잃었다.
스와 레이(諏訪 零)
성우 - 우치야마 코우키
25살. 킬러. 일할 때 외의 시간에는 머리를 풀고 히키코모리 생활을 한다. 그는 또 다른 킬러인 아버지의 학대적인 양육 때문에 미소 짓기가 어렵다는 것을 알게 된다.
우나사카 미리(海坂ミリ)
성우 - 키노 히나
4살. 미리의 아버지는 카즈키와 레이가 암살 한 가장 최근의 목표였던 것으로 밝혀졌다.
쿠기 큐타로(九棋久太郎)
성우 - 모리카와 토시유키
32살. 다방주인. 평소에는 온화하지만, 화나면 용서하지 않는다.
오기노 료(小木埜 了)
성우 - 마도노 미츠아키
킬러. 아무 감정도 가지지 않고 많은 사람을 살해해 온 살인 머신. 거대한 몸과 압도적인 힘으로 수많은 조직을 괴멸시켜 일을 찾아 각지를 다니고 있다.
우나사카 미사키(海坂 美咲)
성우 - 모리 나나코
미리의 어머니. 스낵바의 마담 겸 가수.
하뉴 안나(羽生 杏奈)
성우 - 테루이 하루카
보육원의 보육사
이즈미 유즈코(来栖 柚子)
성우 - 이토 시즈카
카즈키의 아내. 교통사고로 목숨을 잃는다.
이즈미 카린(泉 かりん)
성우 - 하세가와 이쿠미
유즈코의 여동생. 유학을 앞두고 있다.

## 스태프
- 원작 - KRM’s HOME
- 감독 - 아사이 요시유키(浅井義之)
- 스토리 원안- 시모쿠라 바이오(下倉バイオ)
- 시리즈 구성 - 카키하라 유코(柿原優子), 시모쿠라 바이오
- 캐릭터 원안 - 에나미 카츠미(エナミカツミ)
- 캐릭터 디자인·총작화 감독 - 사코 소이치로(佐古宗一郎)
- 총작화 감독 - 사토 사나에(さとう沙名栄)
- 의상 설정 - 이시이 카오리(石井かおり)
- 프롭 설정 - 나베타 카요코(鍋田香代子)
- 총기·차량 설정 - 아키시노 Denforword 히요리(秋篠 DENFORWORD 日和)
- 미술 감독 - 스기우라 미호(杉浦美穂)
- 미술 설정 - 타케우치 시호(竹内志保), 마키노 히로미(牧野博美)
- 색채 설계 - 나카노 나오미(中野尚美)
- 촬영 감독 - 카와세 테루유키(川瀬輝之)
- 3D 감독 - 스즈키 하루키(鈴木晴輝)
- 2D 웍스 - 무카이 요시히데(向井吉秀)
- 편집 - 타카하시 아유무(高橋歩)
- 음향 감독 - 이이다 사토키(飯田里樹)
- 음향 효과 - 코야마 야스마사(小山恭正)
- 음악 - 키타가와 카츠토시(北川勝利)
- 음악 프로듀서 - 야마노우치 마사하루(山内真治)
- 음악 디렉터 - 아다니야 코키(安谷屋光生)
- 라인 프로듀서 - 하시모토 마사히데(橋本真英)
- 음향 제작 - 비트그루브 프로모션
- 애니메이션 제작 - P.A.WORKS
- 제작 - Buddy Daddies 제작위원회

## 주제가
SHOCK!
Ayase에 의한 오프닝 테마. 작사・작곡・편곡은 Ayase.
My Plan
DURDN에 의한 엔딩 테마. 작사는 yacco, baku, 작곡은 SHINTA, yacco.

## 방영 목록
| 화수                   | 제목                          | 각본              | 그림 콘티                       | 연출                                          | 작화 감독 | 방송일         |
| ---------------------- | ----------------------------- | ----------------- | ------------------------------- | --------------------------------------------- | --- | -------------- |
| #01                    | PIECE OF CAKE                 | 카키하라 유코     | 아사이 요시유키                 | 오오타 토모아키                               | 야노 코헤이 산노미야 케이타 사코 소이치로 스기미츠 노보루 노다 토모미 후리하타 히데요시 박지승                                                            | 2023년 1월 7일 |
| #02                    | THE KISS OF DEATH             | 카키하라 유코     | 아사이 요시유키                 | 사사키 타다요시                               | 미요시 유카 미야자키 츠카사 사이토 케이코 사토 사나에 카토 아스미 사카이 미카 나카쿠마 타이치 타테자키 히로시 Amphibi かじ Nyki Ikyn                      | 1월 14일       |
| #03                    | SPICE OF LIFE                 | 카키하라 유코     | 허종 아사이 요시유키            | 카와츠라 신야                                 | 야노 코헤이 사토 사나에 김정남 스기미츠 노보루 이나구마 잇코 와카바야시 코다이 사카이 미카 이범진 윤정혜 박애리                                           | 1월 21일       |
| #04                    | WHAT WILL BE, WILL BE         | 카키하라 유코     | 허종                            | 타카하시 마사카즈                             | 코다마 히카루 쇼야마 나미 한민기 | 1월 28일       |
| #05                    | CRUNCH TIME                   | 카키하라 유코     | 이치무라 테츠오                 | 이치무라 테츠오                               | 코지마 아스카 산노미야 케이타 나베타 카요코 사토 사나에 나리마츠 요시토 사토 코노미 타테자키 히로시                                                       | 2월 4일        |
| #06                    | LOVE IS BLIND                 | 카키하라 유코     | 시노하라 토시야                 | 사사키 타츠야                                 | 카이가키 아키코 후지타니 나미 강일구 주옥윤 류승철 김경수 유승희 강미애 김경호 박재석                                                                     | 2월 11일       |
| #07                    | AFTER RAIN COMES FAIR WEATHER | 나카니시 야스히로 | 코지마 마사유키                 | 노시타니 미츠타카                             | 아마노 카즈코 미야자키 츠카사 이노우에 유스케 타나카 미쿠 무라나가 유키                                                                                   | 2월 18일       |
| #08                    | NOTHING SEEK, NOTHING FIND    | 나카니시 야스히로 | 오카무라 텐사이                 | 타카무라 아야 사사키 타다요시 아사이 요시유키 | 미야자키 츠카사 야노 코헤이 산노미야 케이타 아마노 카즈코 이노우에 유스케 나베타 카요코                                                                   | 2월 25일       |
| INTER MISSION (총집편) | CHERRY-PICK                   | 칸바야시 유스케   | -                               | -                                             | - | 3월 4일        |
| #09                    | NO SWEET WITHOUT SWEAT        | 카키하라 유코     | 쿠라카와 히데아키               | 사사키 타다요시                               | 타나카 미쿠 사카이 미카 야나세 조지 요시다 하지메 김정남 나카지마 요시코 사사키 타다요시                                                                  | 3월 11일       |
| #10                    | LOST AT SEA                   | 카키하라 유코     | 쿠사카베 치즈코                 | 사카이 하야토                                 | 사에키 나오미 마츠바야시 시호미 | 3월 18일       |
| #11                    | EVERYONE WILL BE HYPOCRITES   | 나카니시 야스히로 | 테라히가시 카츠미 아베 유이치   | 타카하시 마사카즈 하기와라 유리               | 오구라 쿄헤이 쇼야마 나미 나베타 카요코 사토 사나에 이나구마 잇코 김정남 나리마츠 요시토 요시다 하지메                                                    | 3월 25일       |
| #12                    | Daughter Daddies              | 시모쿠라 바이오   | 오카무라 텐사이 아사이 요시유키 | 오오타 토모아키                               | 미야자키 츠카사 야노 코헤이 산노미야 케이타 야나세 조지 이나구마 잇코 후지타니 나미 나베타 카요코 스기미츠 노보루 사이토 케이코 사토 사나에 사코 소이치로 | 4월 1일        |